# Aulacoserica puerilis
Aulacoserica puerilis är en skalbaggsart som beskrevs av Frey 1968. Aulacoserica puerilis ingår i släktet Aulacoserica och familjen Melolonthidae. Inga underarter finns listade.